# Щетинкодзьоб
Щетинкодзьоб (Dasyornis) — рід горобцеподібних птахів, єдиний у родині щетинкодзьобових (Dasyornithidae). Містить 3 види.

## Поширення
Ендеміки Австралії. Поширені вздовж південно-західного та південно-східного узбережжя країни.

## Опис
Довгохвості, малорухливі, наземні птахи. Тіло завдовжки 17-27 см. Тіло сірого забарвлення, зверху коричневого кольору різних відтінків.

## Спосіб життя
Мешкають в австралійському буші та рідколіссі серед чагарників. Літають неохоче, більшу частину життя проводять на землі. Полюють на комах та інших безхребетних. Щетинкодзьоби моногамні і територіальні. Сезон розмноження триває з серпня по лютий. Гнізда будують серед трави. У гнізді 2 яйця. Інкубація триває 16-21 день. Стільки ж часу потрібно, щоб молодь стала самостійною.

## Види
- Щетинкодзьоб бурий (Dasyornis brachypterus)
- Щетинкодзьоб рудий (Dasyornis broadbenti)
- Щетинкодзьоб західний (Dasyornis longirostris)